# Fontainea picrosperma
Fontainea picrosperma, denominado blushwood tree, es una especie de árbol del bosque húmedo de la familia Euphorbiaceae endémico de Queensland en Australia, donde crece en la meseta Atherton.

## Usos
Se ha desarrollado una droga anti cancerosa denominada EBC-46 a partir del extracto de los frutos de Fontainea picrosperma. Las pruebas realizadas han permitido comprobar su actividad contra cuatro tipos diferentes de tumores, incluidos carcinoma de células basales, melanoma, carcinoma de células escamosas y adenocarcinoma de mama. Los frutos son tóxicos si son consumidos por el ser humano.